# لويس ماي تشان
لويس ماي تشان (بالإنجليزية: Lois Mai Chan)‏ هي أمينة مكتبة أمريكية، ولدت في 1 يوليو 1934 في تايوان، وتوفيت في 20 أغسطس 2014 في ليكسينغتون في الولايات المتحدة.